# Neohemsleya usambarensis
Neohemsleya usambarensis är en tvåhjärtbladig växtart som beskrevs av Terence Dale Pennington. Neohemsleya usambarensis ingår i släktet Neohemsleya och familjen Sapotaceae. IUCN kategoriserar arten globalt som sårbar. Inga underarter finns listade i Catalogue of Life.